# دادي فريدي
دادي فريدي (بالإنجليزية: Daddy Freddy)‏ هو مغني جامايكي، ولد في 3 سبتمبر 1965 في كينغستون في جامايكا.

## وصلات خارجية
- دادي فريدي على موقع ميوزك برينز (الإنجليزية)
- دادي فريدي على موقع ميوزك برينز (الإنجليزية)
- دادي فريدي على موقع أول ميوزيك (الإنجليزية)
- دادي فريدي على موقع ديسكوغز (الإنجليزية)